# Calluneyrodes callunae
Calluneyrodes callunae är en insektsart som först beskrevs av Ossiannilsson 1947.  Calluneyrodes callunae ingår i släktet Calluneyrodes, och familjen mjöllöss. Arten är reproducerande i Sverige.